# Narew

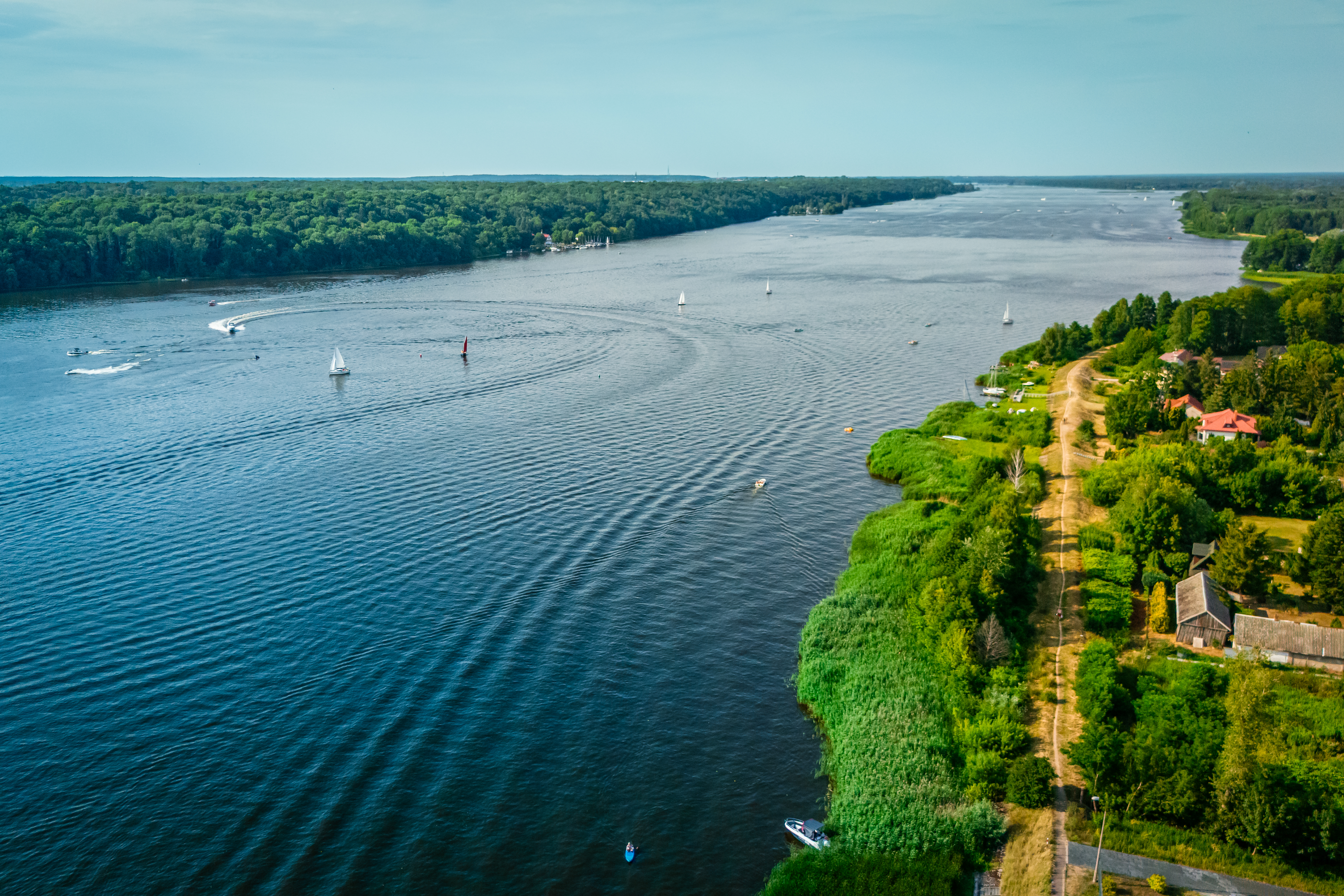
Narew na wysokości Ryni, ujście do Jeziora Zegrzyńskiego, ujście rzeki Rządza

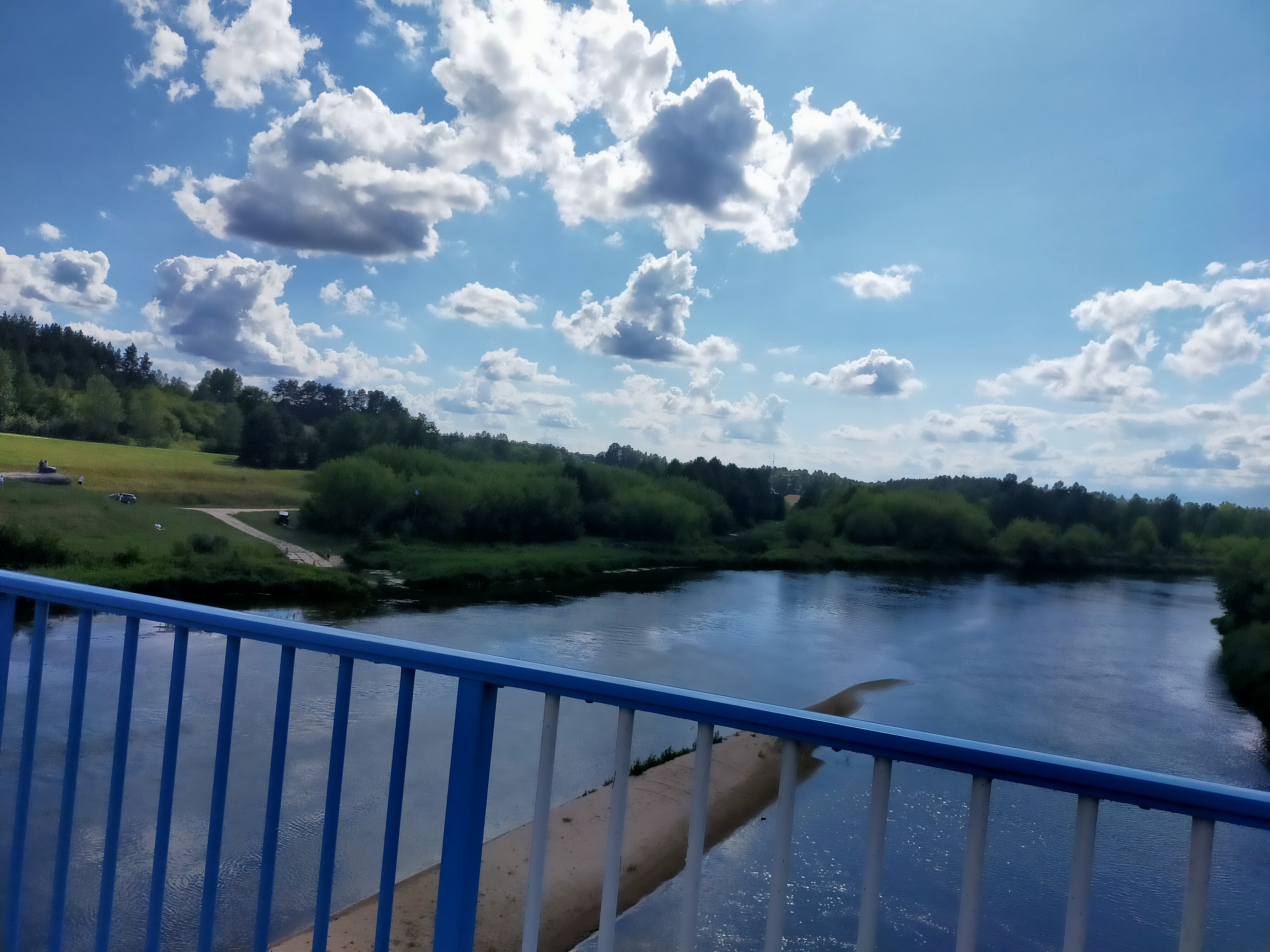
Rzeka Narew w Nowogrodzie

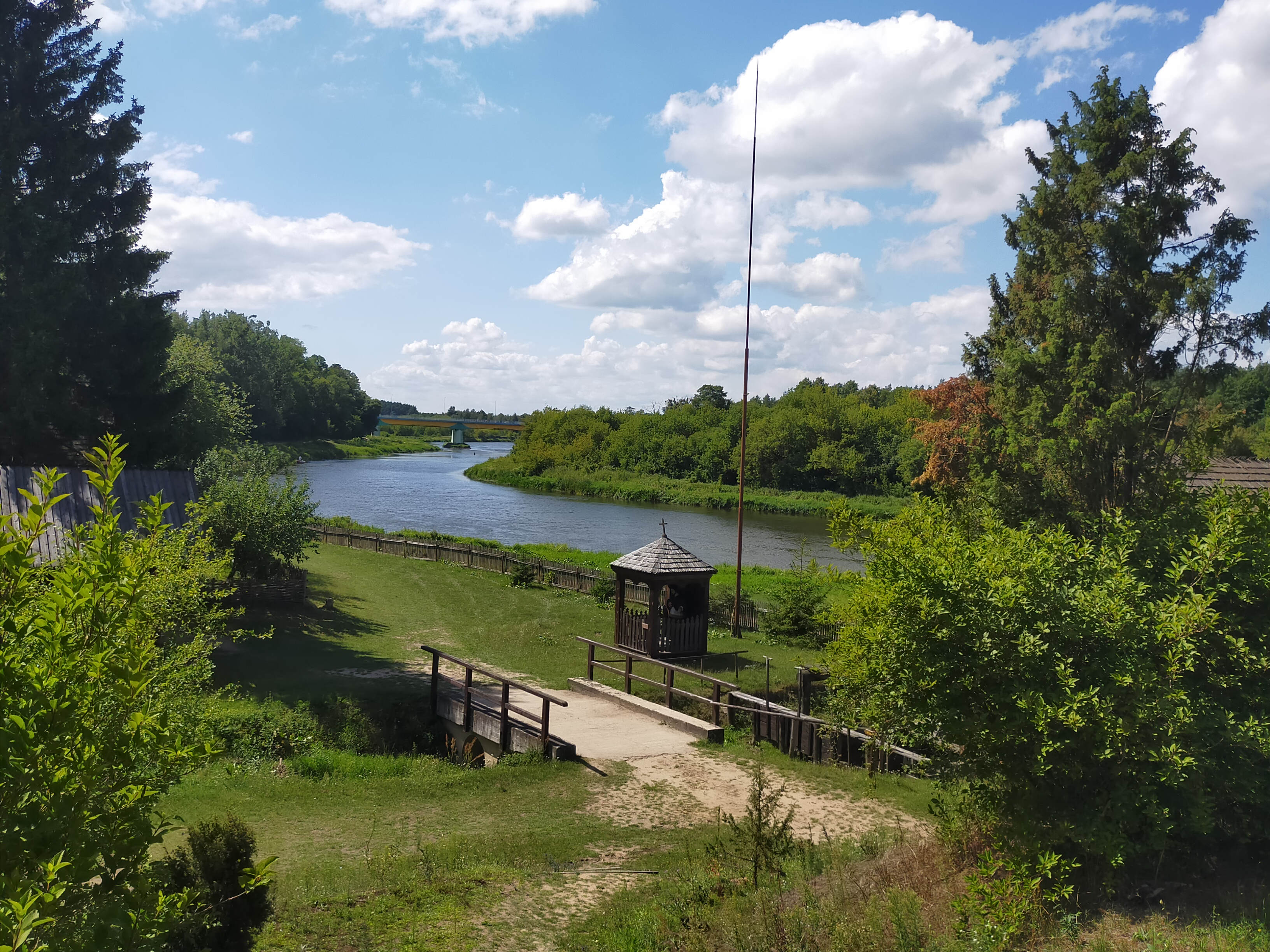
Widok na rzekę Narew w Nowogrodzie

Narew – rzeka przepływająca przez północno-wschodnią Polskę.
Narew to prawy dopływ Wisły (do 1962 rzeka była uważana za prawostronny dopływ Bugu; zobacz też: Bugonarew). Długość 484 km, z czego większość w Polsce (448 km), a reszta – na Białorusi, gdzie bierze swój początek. Tylko na odcinku 1 km Narew stanowi granicę polsko-białoruską.
Po wpłynięciu na teren Polski rozlewa się w Jezioro Siemianowskie, po czym od zapory w Bondarach płynie cały czas jako rzeka aż do Jeziora Zegrzyńskiego, gdzie łączy się z Bugiem. 22 km dalej, w miejscowości Nowy Dwór Mazowiecki, Narew wpada do Wisły.
Jest rzeką nizinną, tworzy rozległe powierzchnie bagien, błot i torfowisk. Narew to jedyna w Europie i jedna z kilku na świecie rzek anastomozujących, czyli płynących wieloma korytami jednocześnie. Na odcinku od Suraża do Rzędzian chroniona jest w Narwiańskim Parku Narodowym.
Narew cechuje się mniejszym średnim przepływem niż uchodzące do Narwi Biebrza i Bug. Przed połączeniem rzek średni przepływ w Biebrzy wynosi 34,9 m³/s w Burzynie, a Narwi 32,5 m³/s w Strękowej Górze. Bug 154 m³/s w Wyszkowie, Narew 140 m³/s w Zambskach Kościelnych. Tym niemniej szczytowe przepływy mogą być blisko dziesięciokrotnie wyższe, zwłaszcza podczas takich powodzi jak w marcu i kwietniu 1924 r. Podobnie wielka powódź wiosenna wystąpiła w kwietniu 1958 r. W szczytowym okresie przepływ na Narwi powyżej Serocka oceniano na 1300 m3/s, zaś poniżej ujścia Bugu na 2700 m3/s.
Wraz z Kanałem Żerańskim Narew stanowi drogę wodną łączącą Wisłę z:
- Dnieprem – poprzez Bug, Kanał Królewski zbudowany w XIX wieku (budowę rozpoczęto w 1786) oraz Prypeć,
- Niemnem – poprzez Biebrzę i Kanał Augustowski,
- Pregołą – poprzez Pisę, Wielkie Jeziora Mazurskie, Kanał Mazurski (obecnie nieczynny) i Łynę.

Zgodnie z Rozporządzeniem Rady Ministrów z 2002 r. ws. klasyfikacji śródlądowych dróg wodnych, Narew ma klasę żeglowną Ia od ujścia rzeki Biebrzy do Pułtuska, oraz kategorię II od Pułtuska do stopnia wodnego Dębe.

## Etymologia
Nazwa rzeki pochodzi od słowa „nur”, które w języku praindoeuropejskim oznaczało wodę lub rzekę. Nazwa ta należy do nazw substratowych – została przejęta przez nową ludność od wcześniejszych osadników, którzy później wyginęli, wymarli bądź zasymilowali się.

## Miejscowości nad Narwią

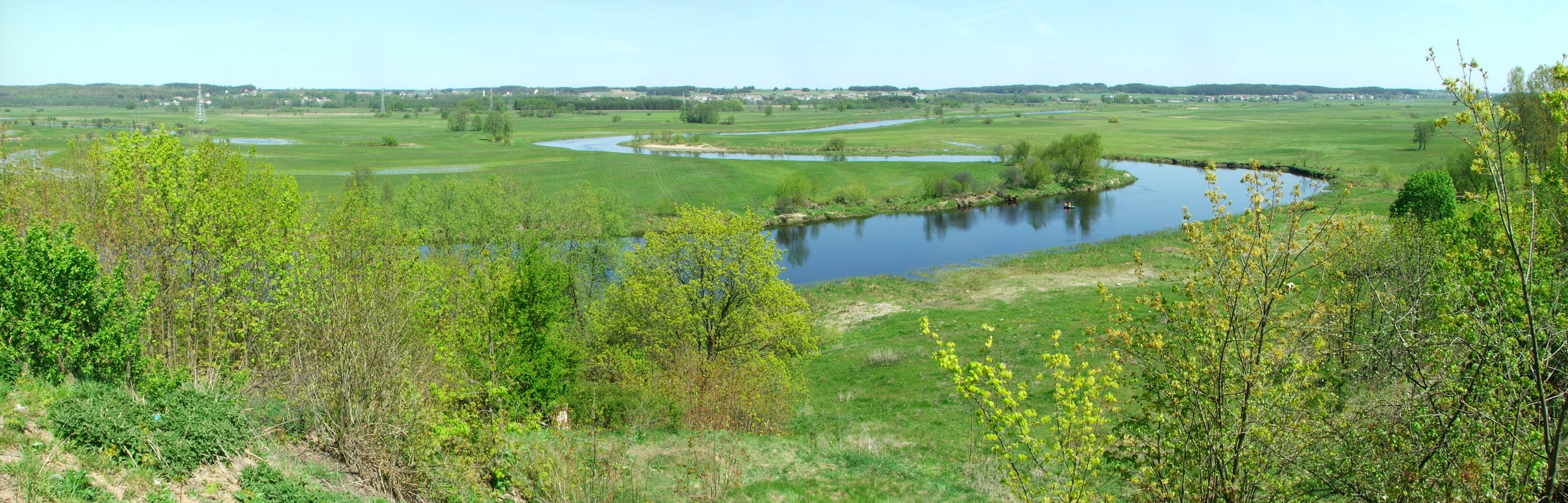
Panorama meandrującej Narwi w okolicach Łomży

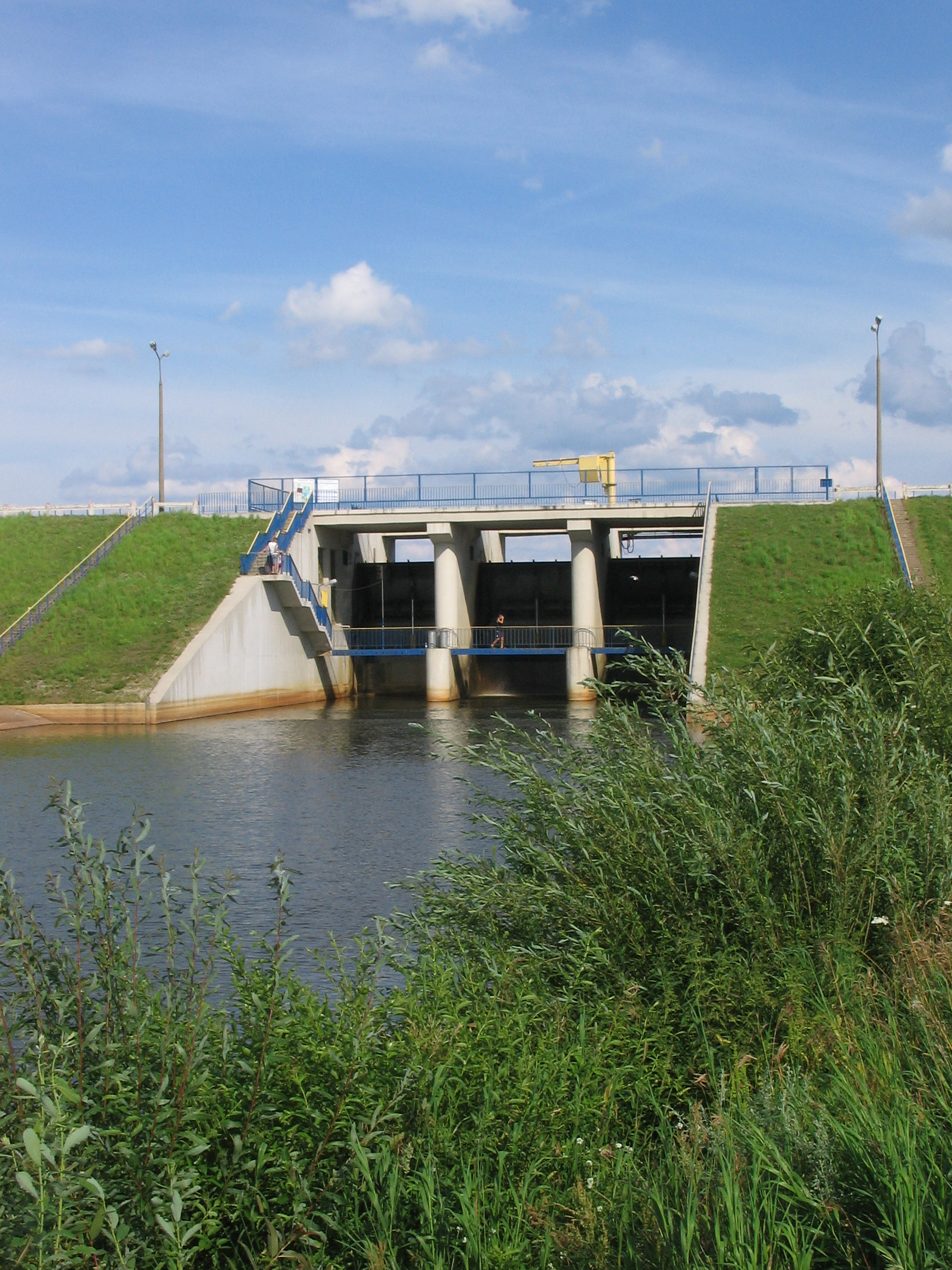
Narew w Bondarach wypływająca z Zalewu Siemianówka

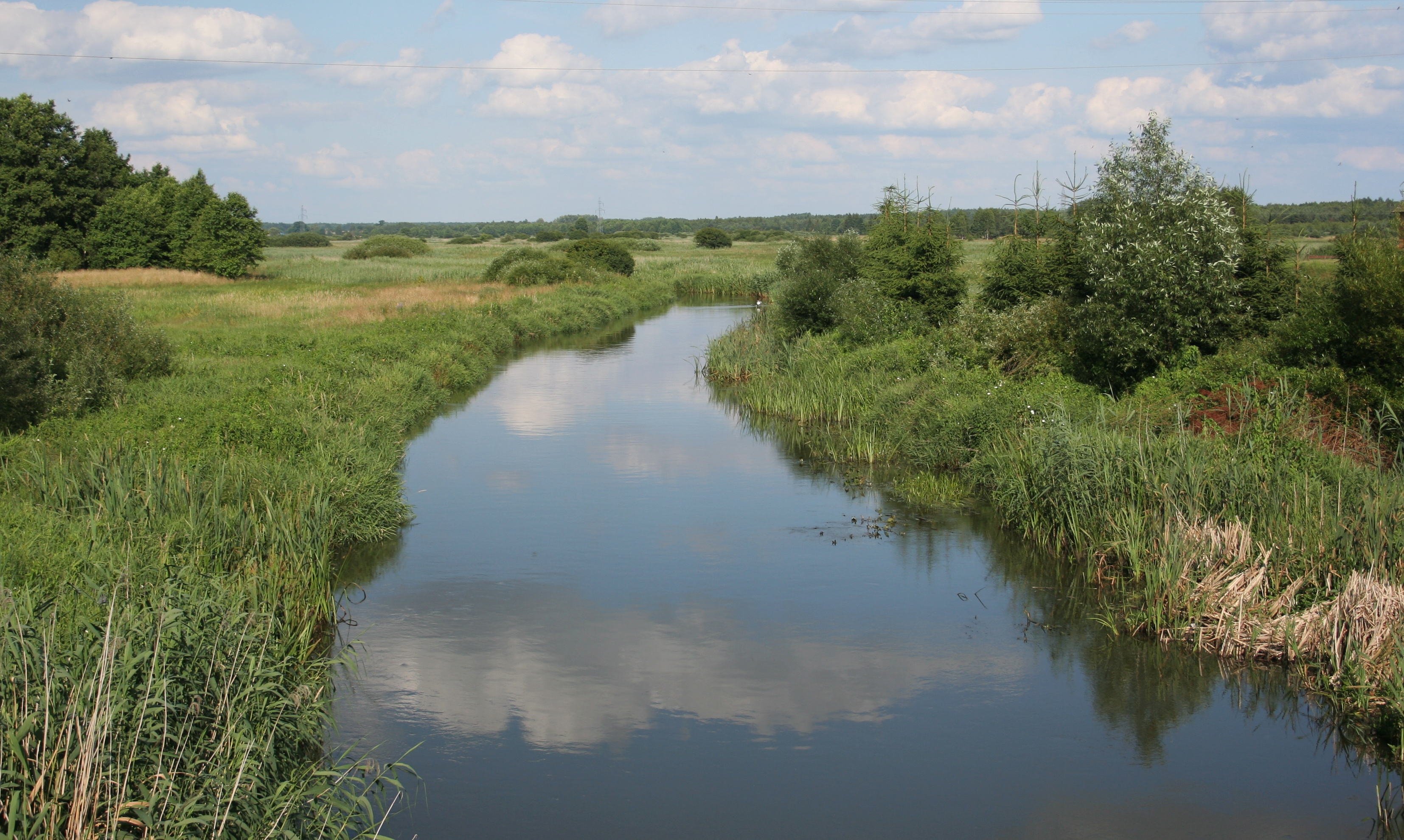
Rzeka między Zalewem Siemianówka a miejscowością Narew, w pobliżu wsi Suszcza

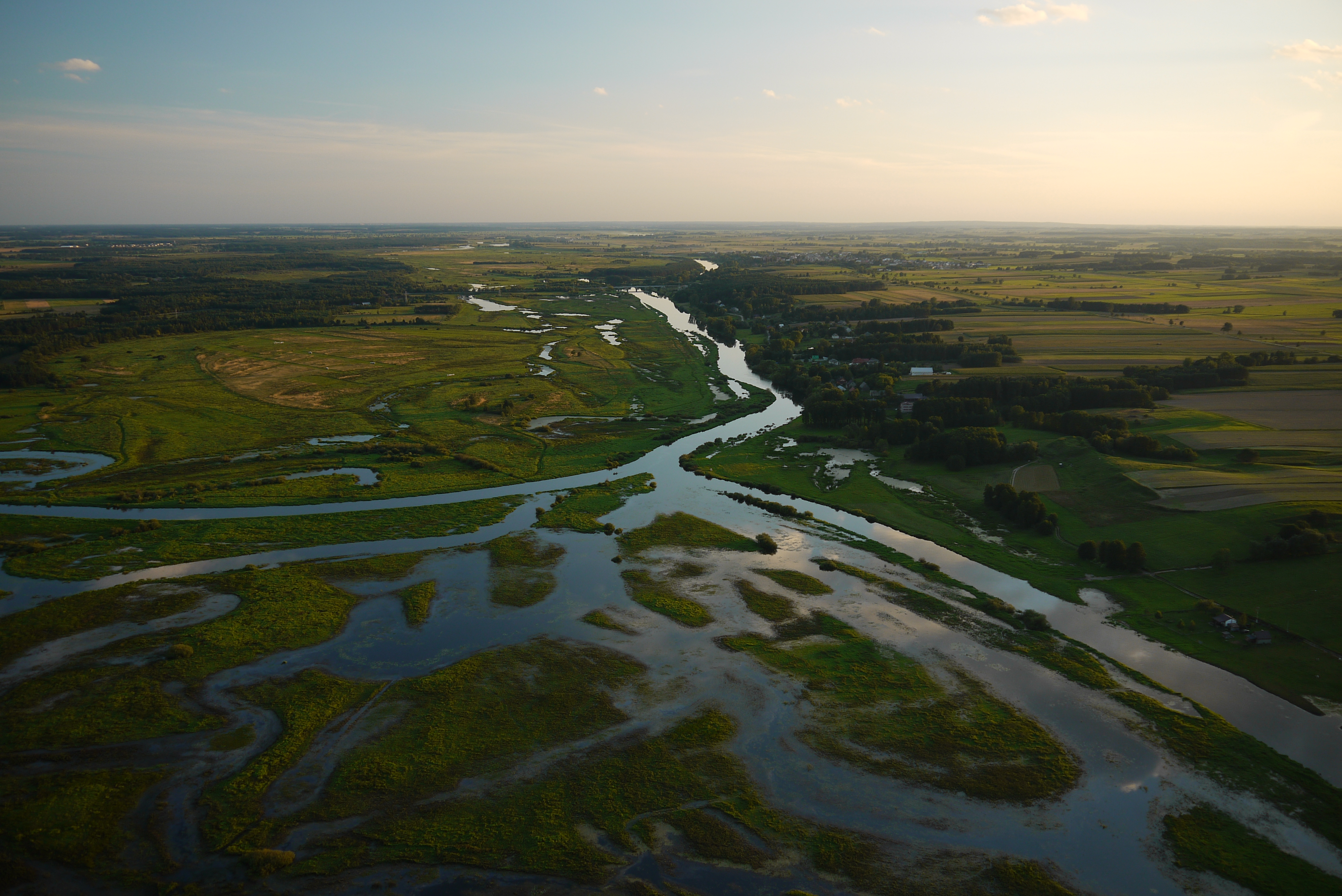
Widok z lotu ptaka, u ujścia Biebrzy do Narwi, ok. 3 km od Wizny

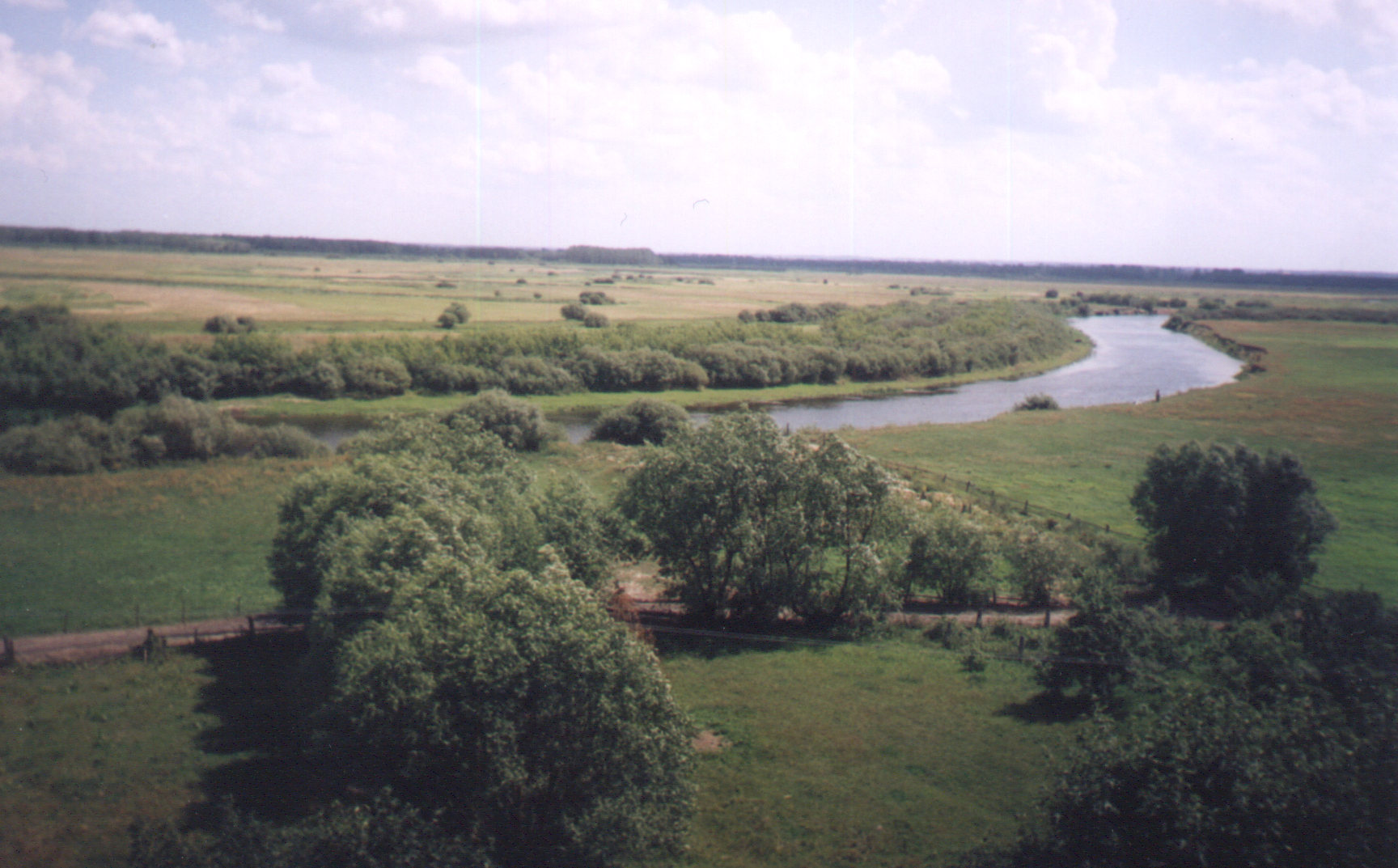
Rzeka między Wizną a Łomżą

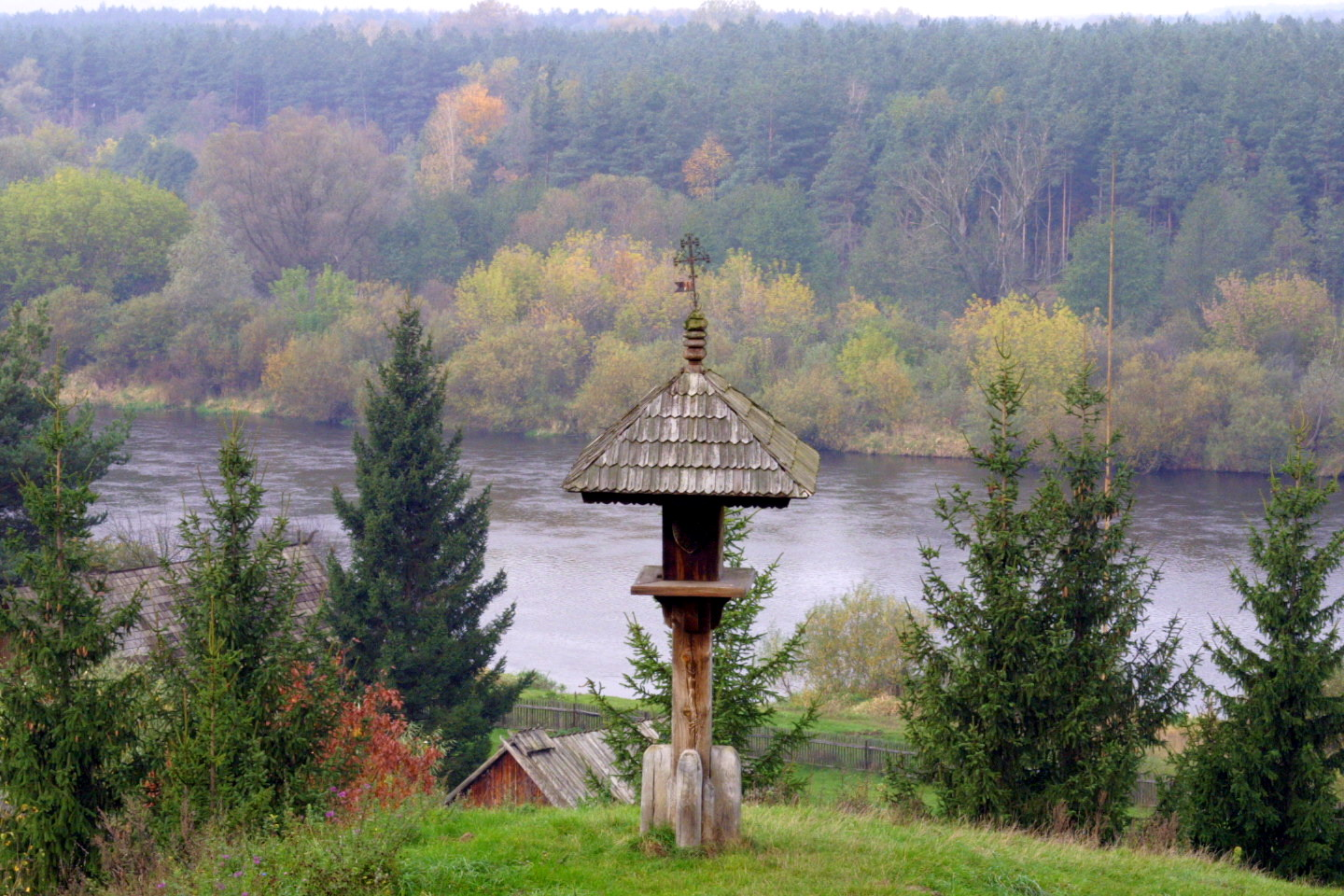
Widok z Nowogrodu

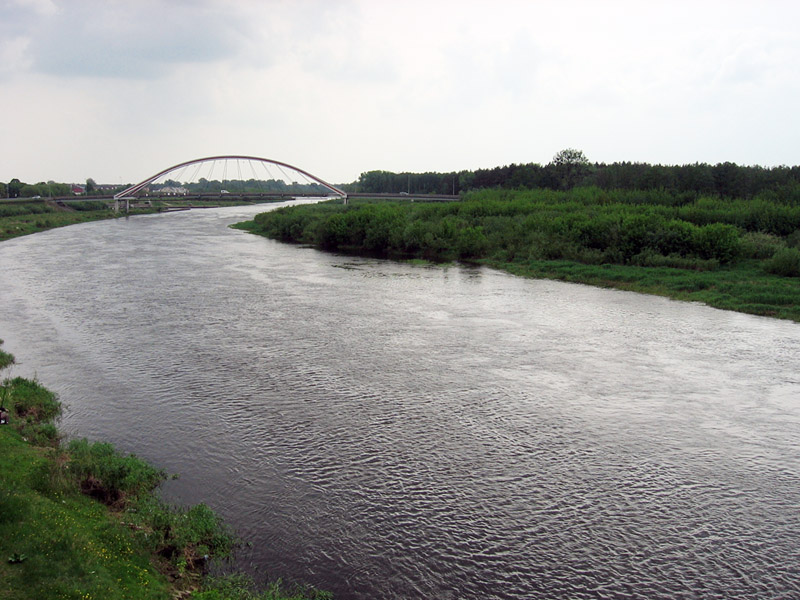
Narew w Ostrołęce. Widok ze „starego” mostu

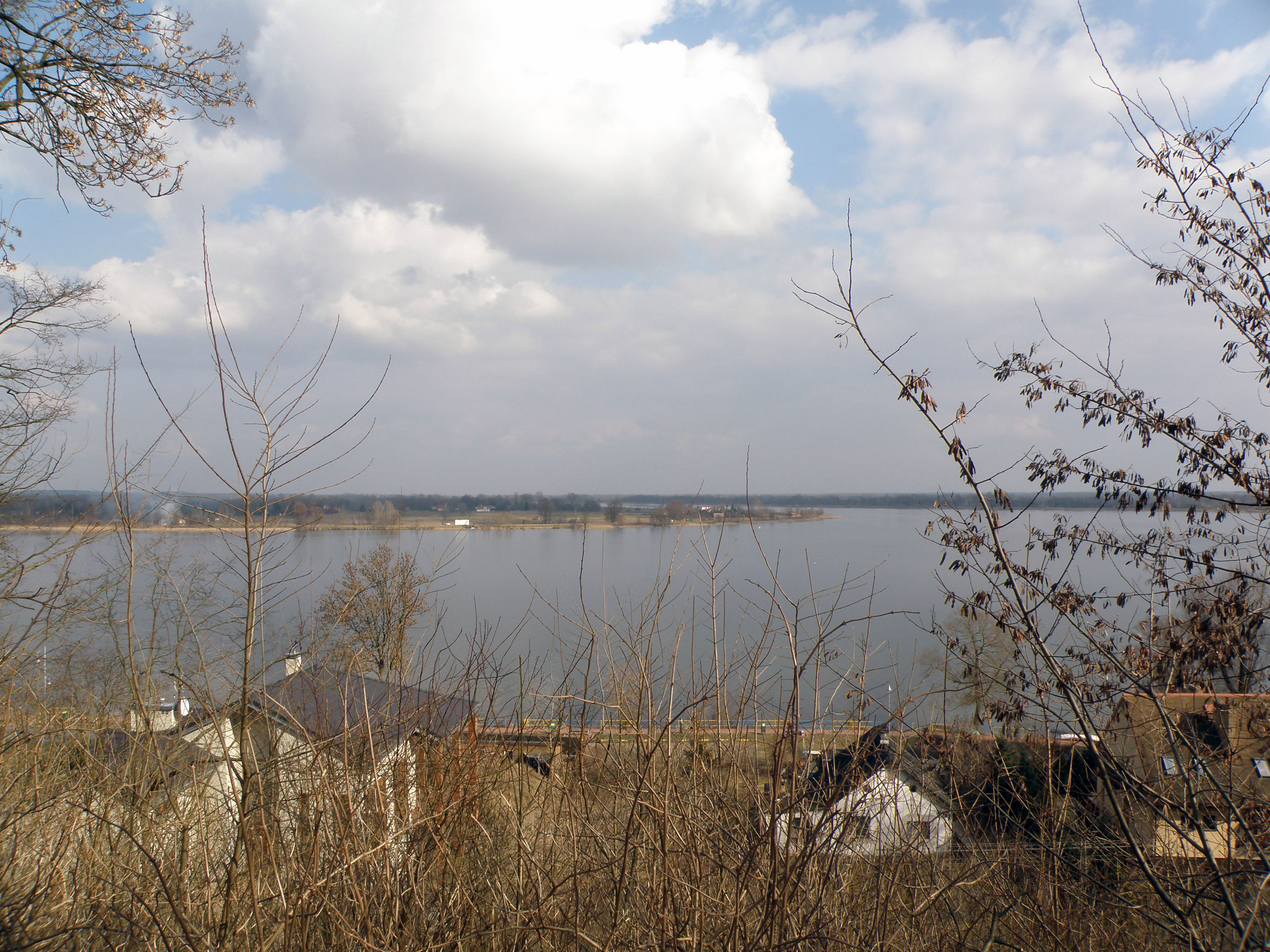
Widok na rzekę w Serocku

Pogrubieniem wyróżniono miasta.
| Kraj     | Kraj Województwo        | Powiat                   | Gmina                | Miejscowość           | Uwagi                                   |
| -------- | ----------------------- | ------------------------ | -------------------- | --------------------- | --------------------------------------- |
| Białoruś | Obwód brzeski           | Prużana                  | Kliepačy             | Kliepačy              |                                         |
| Polska   | województwo podlaskie   | hajnowski                | Narewka              | Siemianówka           |                                         |
| Polska   | województwo podlaskie   | hajnowski                | Michałowo            | Bondary               |                                         |
| Polska   | województwo podlaskie   | hajnowski                | Narew                | Narew                 |                                         |
| Polska   | województwo podlaskie   | białostocki              | Zabłudów             | Kaniuki               |                                         |
| Polska   | województwo podlaskie   | białostocki              | Juchnowiec Kościelny | Czerewki              |                                         |
| Polska   | województwo podlaskie   | bielski                  | Wyszki               | Strabla               |                                         |
| Polska   | województwo podlaskie   | białostocki              | Suraż                | Suraż                 |                                         |
| Polska   | województwo podlaskie   | białostocki              | Łapy                 | Łapy                  |                                         |
| Polska   | województwo podlaskie   | białostocki              | Łapy                 | Uhowo                 |                                         |
| Polska   | województwo podlaskie   | białostocki              | Turośń Kościelna     | Topilec               |                                         |
| Polska   | województwo podlaskie   | wysokomazowiecki         | Kobylin-Borzymy      | Kurowo                | siedziba Narwiańskiego Parku Narodowego |
| Polska   | województwo podlaskie   | wysokomazowiecki         | Sokoły               | Waniewo               |                                         |
| Polska   | województwo podlaskie   | białostocki              | Choroszcz            | Choroszcz             |                                         |
| Polska   | województwo podlaskie   | moniecki                 | Krypno               | Góra                  |                                         |
| Polska   | województwo podlaskie   | białostocki              | Tykocin              | Tykocin               |                                         |
| Polska   | województwo podlaskie   | moniecki                 | Trzcianne            | Zajki                 |                                         |
| Polska   | województwo podlaskie   | białostocki              | Zawady               | Góra Strękowa         |                                         |
| Polska   | województwo podlaskie   | białostocki              | Zawady               | Łaś-Toczyłowo         |                                         |
| Polska   | województwo podlaskie   | łomżyński                | Wizna                | Wierciszewo           | ujście rzeki Biebrzy                    |
| Polska   | województwo podlaskie   | łomżyński                | Wizna                | Wizna                 |                                         |
| Polska   | województwo podlaskie   | łomżyński                | Piątnica             | Czarnocin             |                                         |
| Polska   | województwo podlaskie   | łomżyński                | Piątnica             | Piątnica Poduchowna   |                                         |
| Polska   | województwo podlaskie   | Łomża                    |                      |                       |                                         |
| Polska   | województwo podlaskie   | łomżyński                | Łomża                | Stara Łomża nad Rzeką |                                         |
| Polska   | województwo podlaskie   | łomżyński                | Łomża                | Siemień Nadrzeczny    |                                         |
| Polska   | województwo podlaskie   | kolneński                | Mały Płock           | Chludnie              |                                         |
| Polska   | województwo podlaskie   | łomżyński                | Nowogród             | Nowogród              | ujście rzeki Pisy                       |
| Polska   | województwo podlaskie   | łomżyński                | Zbójna               | Gontarze              |                                         |
| Polska   | województwo podlaskie   | łomżyński                | Miastkowo            | Nowosiedliny          |                                         |
| Polska   | województwo mazowieckie | ostrołęcki               | Lelis                | Łęg Starościński      |                                         |
| Polska   | województwo mazowieckie | ostrołęcki               | Lelis                | Łęg Przedmiejski      |                                         |
| Polska   | województwo mazowieckie | ostrołęcki               | Rzekuń               | Laskowiec             |                                         |
| Polska   | województwo mazowieckie | Ostrołęka                |                      |                       |                                         |
| Polska   | województwo mazowieckie | ostrołęcki               | Olszewo-Borki        | Olszewo-Borki         |                                         |
| Polska   | województwo mazowieckie | ostrołęcki               | Rzekuń               | Dzbenin               |                                         |
| Polska   | województwo mazowieckie | makowski                 | Różan                | Różan                 |                                         |
| Polska   | województwo mazowieckie | wyszkowski               | Długosiodło          | Ostrykół Dworski      |                                         |
| Polska   | województwo mazowieckie | makowski                 | Rzewnie              | Nowe Łachy            |                                         |
| Polska   | województwo mazowieckie | wołomiński               | Radzymin             | Arciechów             | ujście rzeki Bug                        |
| Polska   | województwo mazowieckie | wyszkowski               | Rząśnik              | Nowy Lubiel           |                                         |
| Polska   | województwo mazowieckie | pułtuski                 | Obryte               | Zambski Kościelne     |                                         |
| Polska   | województwo mazowieckie | pułtuski                 | Pułtusk              | Pułtusk               |                                         |
| Polska   | województwo mazowieckie | pułtuski                 | Pokrzywnica          | Łubienica             |                                         |
| Polska   | województwo mazowieckie | pułtuski                 | Zatory               | Stawinoga             |                                         |
| Polska   | województwo mazowieckie | legionowski              | Serock               | Serock                |                                         |
| Polska   | województwo mazowieckie | legionowski              | Serock               | Jadwisin              |                                         |
| Polska   | województwo mazowieckie | legionowski              | Nieporęt             | Nieporęt              | ujście Kanału Żerańskiego               |
| Polska   | województwo mazowieckie | legionowski              | Serock               | Dębe                  |                                         |
| Polska   | województwo mazowieckie | legionowski              | Wieliszew            | Topolina              |                                         |
| Polska   | województwo mazowieckie | nowodworski (mazowiecki) | Pomiechówek          | Stare Orzechowo       |                                         |
| Polska   | województwo mazowieckie | nowodworski (mazowiecki) | Nowy Dwór Mazowiecki | Nowy Dwór Mazowiecki  | ujście Narwi do Wisły                   |

## Dopływy Narwi
Wytłuszczonym drukiem oznaczono drogi wodne.
| Lewy             | Prawy       | Miejscowości         | Punkt charakterystyczny                  | Kraj     |
| ---------------- | ----------- | -------------------- | ---------------------------------------- | -------- |
| źródło           | źródło      | Czoło                | Puszcza Białowieska                      | Białoruś |
|                  | Bierieżanka |                      | Puszcza Białowieska                      | Polska   |
|                  |             | Siemianówka          | Zalew Siemianówka                        | Polska   |
|                  |             | Bondary              | Zalew Siemianówka                        | Polska   |
| Narewka          |             | Bieńdziuga           |                                          | Polska   |
|                  | Olszanka    |                      |                                          | Polska   |
|                  | Ruda        | Narew                |                                          | Polska   |
|                  | Małynka     |                      |                                          | Polska   |
|                  | Rudnia      |                      |                                          | Polska   |
|                  | Czarna      | Kaniuki              |                                          | Polska   |
| Łoknica          |             |                      |                                          | Polska   |
| Orlanka          |             | Czerewki             |                                          | Polska   |
| Strabelka        |             | Strabla              |                                          | Polska   |
| Liza             |             | Suraż                | Narwiański Park Narodowy                 | Polska   |
| Awissa           |             | Uhowo                | Narwiański Park Narodowy                 | Polska   |
|                  | Turośnianka | Bokiny               | Narwiański Park Narodowy                 | Polska   |
|                  | Niewodnica  | Topilec              | Narwiański Park Narodowy                 | Polska   |
|                  | Kurówka     | Kurowo               | Narwiański Park Narodowy                 | Polska   |
|                  | Horodnianka | Choroszcz            | Narwiański Park Narodowy                 | Polska   |
|                  | Supraśl     | Złotoria             | Narwiański Park Narodowy                 | Polska   |
|                  | Jaskranka   | Góra                 |                                          | Polska   |
|                  | Nereśl      | Tykocin              |                                          | Polska   |
| Ślina            |             | Targonie Wielkie     |                                          | Polska   |
|                  | Biebrza     | Wierciszewo          | Biebrzański Park Narodowy                | Polska   |
|                  | Jedwabianka | Wizna                |                                          | Polska   |
|                  | Łojewek     | Bronowo              | Łomżyński Park Krajobrazowy Doliny Narwi | Polska   |
| Gać              |             | Krzewo               | Łomżyński Park Krajobrazowy Doliny Narwi | Polska   |
|                  | Narwica     | Piątnica Poduchowna  | Łomżyński Park Krajobrazowy Doliny Narwi | Polska   |
| Łomżyczka        |             | Łomża                |                                          | Polska   |
| Lepacka Struga   |             | Szablak              |                                          | Polska   |
|                  | Pisa        | Nowogród             |                                          | Polska   |
| Ruż              |             | Rybaki               |                                          | Polska   |
| Krzywa Noga      |             | Jankowo              |                                          | Polska   |
|                  | Szkwa       | Nowosiedliny         |                                          | Polska   |
|                  | Rozoga      | Łęg Starościński     |                                          | Polska   |
| Czeczotka        |             | Ostrołęka            |                                          | Polska   |
|                  | Omulew      | Ostrołęka            |                                          | Polska   |
|                  | Róż         | Sieluń               |                                          | Polska   |
|                  | Różanica    | Różan                |                                          | Polska   |
| Orz              |             | Brzóze Duże          |                                          | Polska   |
| Wymakracz        |             | Ostrykół Dworski     |                                          | Polska   |
|                  | Orzyc       | Przeradowo           |                                          | Polska   |
| Pulewna          |             | Zambski Kościelne    |                                          | Polska   |
|                  | Pełta       | Pułtusk              |                                          | Polska   |
|                  | Niestępówka | Łubienica            | Nadbużański Park Krajobrazowy            | Polska   |
| Prut             |             |                      | Nadbużański Park Krajobrazowy            | Polska   |
|                  | Pokrzywnica | Karniewek            | Nadbużański Park Krajobrazowy            | Polska   |
|                  | Klusówka    | Wierzbica            | Nadbużański Park Krajobrazowy            | Polska   |
| Bug              |             | Arciechów            | Jezioro Zegrzyńskie                      | Polska   |
| Rządza           |             | Rynia                | Jezioro Zegrzyńskie                      | Polska   |
| Kanał Żerański   |             | Nieporęt             | Jezioro Zegrzyńskie                      | Polska   |
| Kanał Bródnowski |             | Poddębie             |                                          | Polska   |
|                  | Wkra        | Nowy Dwór Mazowiecki |                                          | Polska   |
| ujście (Wisła)   |             | Nowy Dwór Mazowiecki |                                          | Polska   |